# Histoires des prophètes
 (juin 2020).

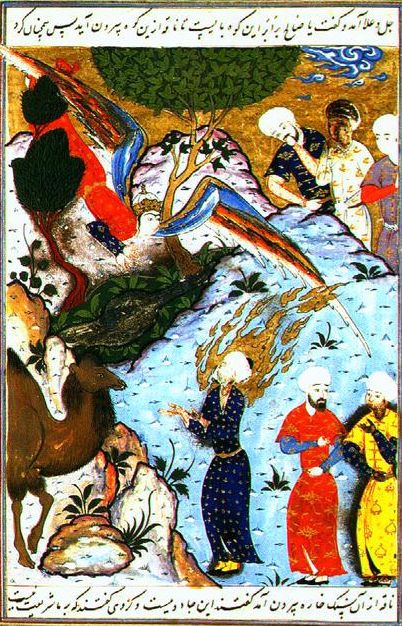
Salih et le chameau. C’est une représentation de Salih invitant son peuple à voir le chameau, issue d'une version enluminée du livre Histoires des Prophètes.

Les Histoires des prophètes (en arabe : قصص الانبياء qisas al-anbiyâ') sont des œuvres littéraires relatant la vie des prophètes de l'islam. De telles histoires ont notamment été écrites par Ibn Mutarrif al-Tarafi et Rabghuzi.